# Pagar Dewa (Benakat)
Pagar Dewa is een bestuurslaag in het regentschap Muara Enim van de provincie Zuid-Sumatra, Indonesië. Pagar Dewa telt 1822 inwoners (volkstelling 2010).